# Magno (nome)
Magno  è un nome proprio di persona italiano maschile.

## Varianti in altre lingue
- Danese: Magnus[3][4][5], Mogens[3][5]
- Finlandese: Mauno[3], Maunu[3], Manu[3]
- Irlandese: Mághnus[3], Manus[3][6]
- Islandese: Magnús
- Latino: Magnus[1][3]
- Medio inglese
  - Ipocoristici: Mack[3]
- Norvegese: Magnus[3][4][5], Mons[5]
- Lingue sami: Manna[6], Mannas[6]
- Svedese: Magnus[3][4][5], Måns[5]
- Tedesco: Magnus

## Origine e diffusione

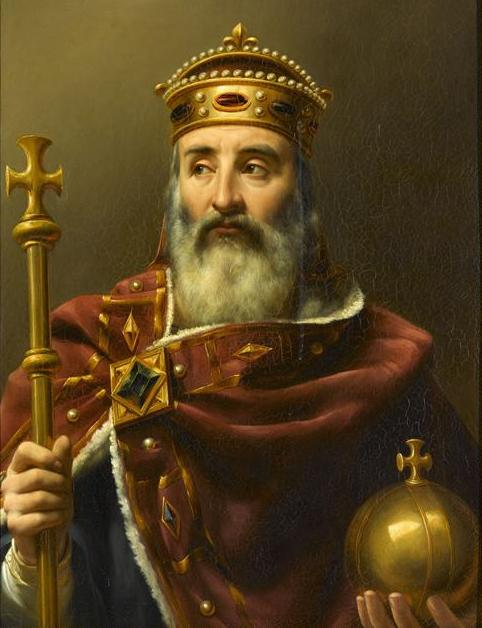
Carlo Magno in un dipinto di Louis-Félix Amiel

Deriva dal latino Magnus, letteralmente "grande", in senso sia fisico che morale, usato non come praenomen ma come agnomen distintivo in età imperiale e successivamente come nome individuale. Dal punto di vista etimologico è legato al nome di origine latina Maia, mentre da quello semantico è affine a Mór e opposto a Paolo e Vaughn.
La sua diffusione in Italia è legata al culto di vari santi, tra cui principalmente san Magno vescovo di Anagni nel III secolo, ed è per questo di particolare frequenza nel Lazio.
In altri paesi europei la sua diffusione fu più tarda; fu portato da un santo del VII secolo che andò missionario in Germania, ma cominciò a diffondersi veramente, in Scandinavia, solo nell'XI secolo, grazie alla buona fama del re norvegese Magnus I (così chiamato in onore di Carlo Magno). Il nome fu poi portato da altri sovrani norvegesi e svedesi, e venne importato in Scozia e Irlanda nel Medioevo da coloni scandinavi, adattandosi in forme quali l'irlandese Manus che più tardi sarebbe stato "tradotto" in inglese usando il nome Manasses. Dal diminutivo francese antico Mainet deriva il nome Manetto, popolare in Italia durante il Medioevo.

## Onomastico
L'onomastico si può festeggiare in memoria di vari santi, alle date seguenti:
- 1º gennaio, san Magno, martire[9]
- 4 febbraio, san Magno, martire a Fossombrone[9]
- 15 febbraio, san Magno, martire a Passae con i santi Castolo, Lucio e Saturnino[9]
- 16 aprile, san Magno Erlendsson, conte delle Orcadi e martire[9][10]
- 17 luglio, san Magno Felice Ennodio, vescovo di Pavia[9]
- 7 agosto, san Magno, diacono e martire a Roma con papa Sisto II e altri compagni[9]
- 19 agosto, san Magno di Anagni, vescovo di Trani e martire[10]
- 19 agosto, san Magno, governatore di Avignone, poi monaco a Lerino e infine vescovo[9]
- 19 agosto, san Magno, soldato della legione tebea, venerato presso Cuneo[10]
- 6 settembre, san Magno o Magnoaldo, abate di Füssen[9][10]
- 6 ottobre, san Magno, vescovo di Oderzo[10]
- 1º novembre (o 5 novembre), san Magno de' Trincheri, vescovo di Milano[9][10]

## Persone
- Magno, politico romano, usurpatore contro l'imperatore Massimino Trace
- Magno, politico bizantino
- Magno di Anagni, vescovo e santo italiano
- Magno di Oderzo, vescovo e santo italiano
- Magno Decenzio, usurpatore contro l'imperatore Costanzo II
- Magno Felice Ennodio, vescovo, scrittore e santo italiano
- Magno Massimo, usurpatore dell'impero romano
- Flavio Magno, politico dell'Impero romano d'Occidente
- Flavio Magno Felice, alto funzionario dell'Impero romano d'Occidente
- Flavio Magno Magnenzio, usurpatore del titolo imperiale romano
- Magno Alves, calciatore brasiliano
- Magno Magni, imprenditore italiano

### Variante Magnus

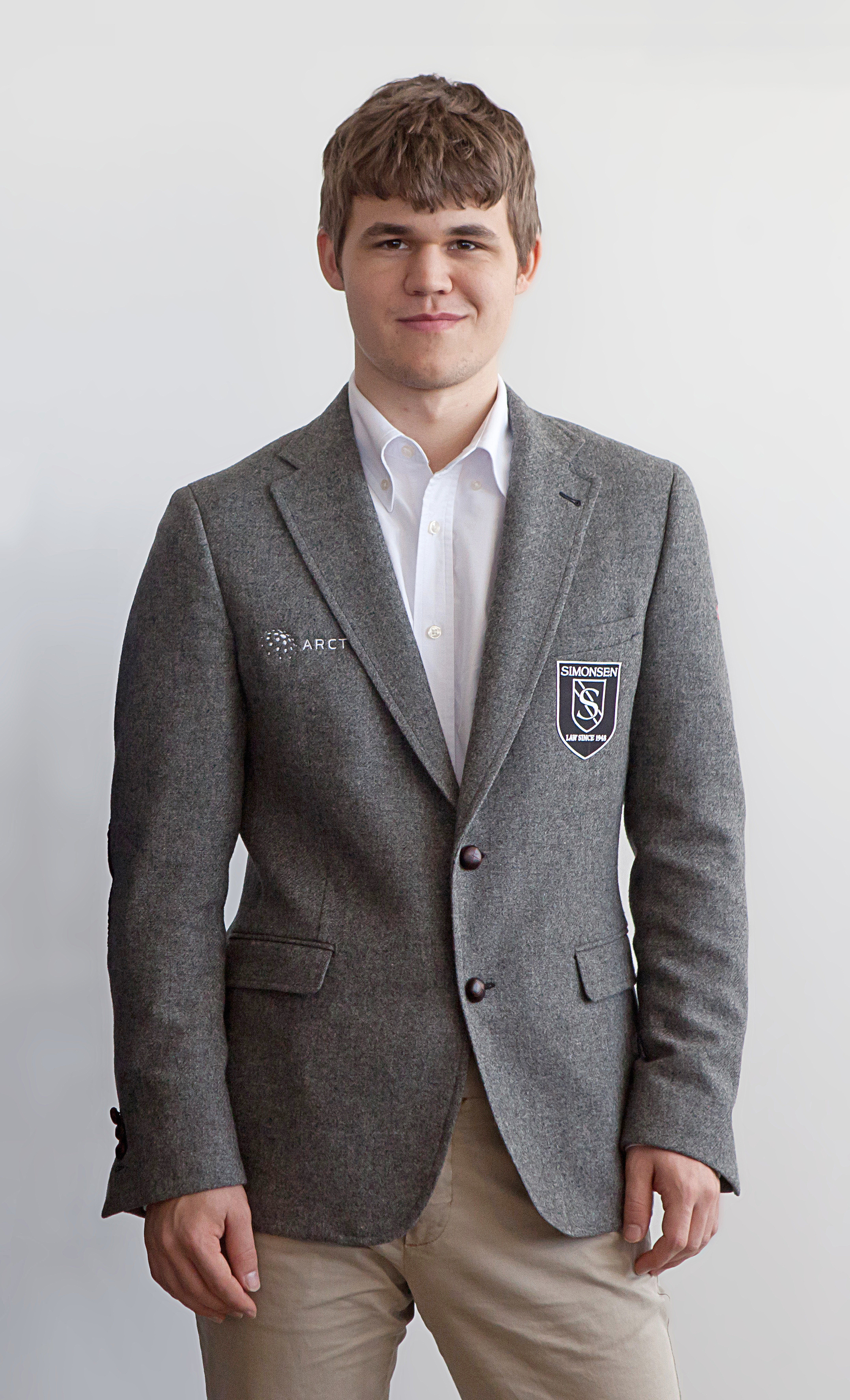
Magnus Carlsen

- Magnus I di Sassonia-Lauenburg, duca di Sassonia-Lauenburg
- Magnus III dell'Isola di Man, sovrano del regno di Man
- Magnus III di Norvegia, re di Norvegia e dell'isola di Man
- Magnus VI di Norvegia, re di Norvegia
- Magnus III di Svezia, re di Svezia
- Magnus IV di Svezia, re di Svezia e Norvegia
- Magnus Carlsen, scacchista norvegese
- Magnus Wolff Eikrem, calciatore norvegese
- Magnus Hirschfeld, medico e scrittore tedesco
- Magnus Lindberg, compositore finlandese
- Magnus Stenbock, feldmaresciallo svedese

### Variante Mogens

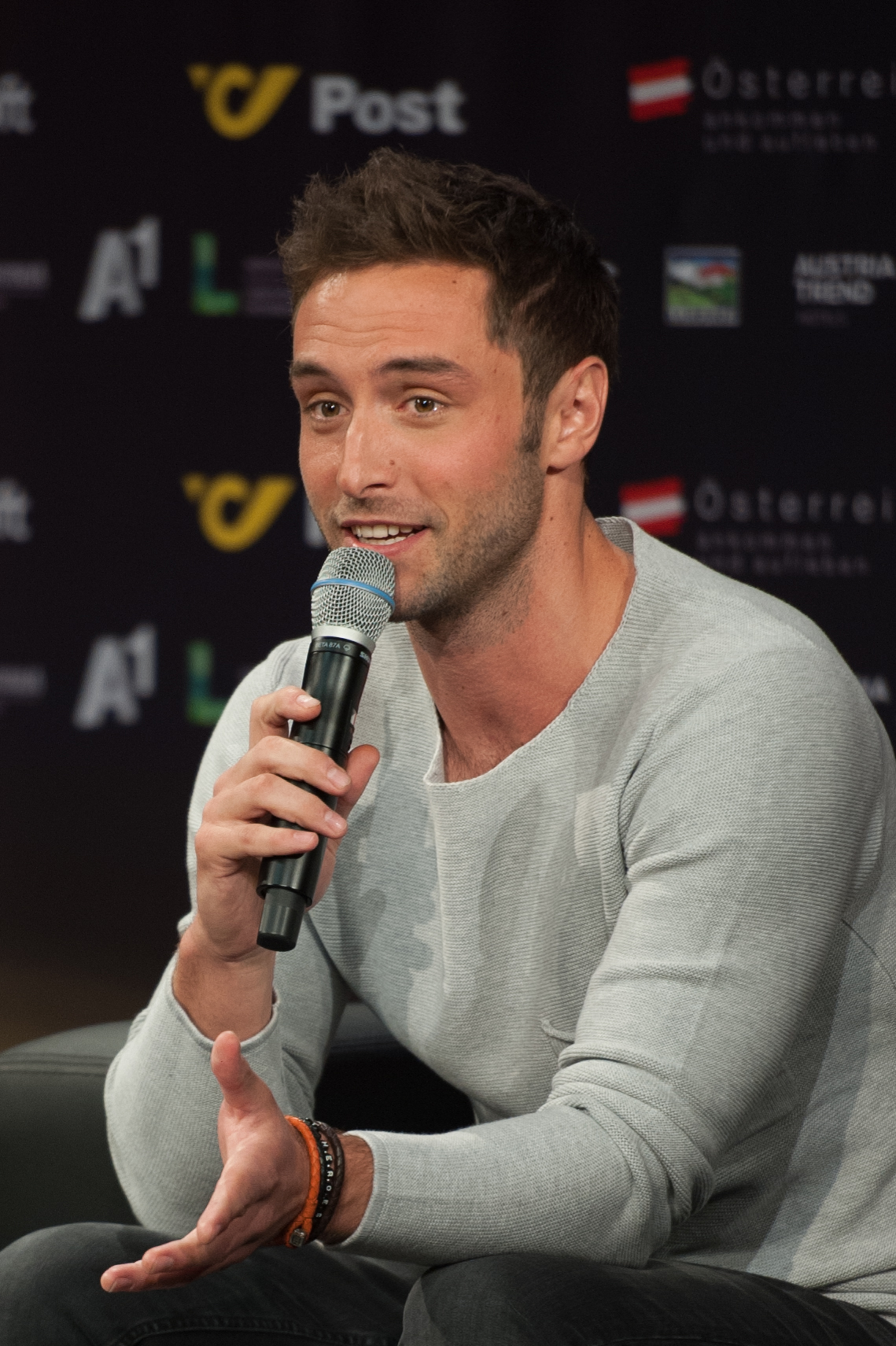
Måns Zelmerlöw

- Mogens Ballin, pittore danese
- Mogens Krogh, calciatore danese
- Mogens Lüchow, schermidore danese
- Mogens von Haven, fotografo danese

### Variante Mauno
- Mauno Hermunen, pilota motociclistico finlandese
- Mauno Koivisto, economista e politico finlandese
- Mauno Pekkala, politico finlandese

### Altre varianti
- Mons Kallentoft, scrittore svedese
- Måns Mårlind, regista e sceneggiatore svedese
- Mons Ivar Mjelde, allenatore di calcio e calciatore norvegese
- Magnús Scheving, sportivo e attore islandese
- Måns Zelmerlöw, cantante svedese

## Il nome nelle arti
- Magno è un personaggio dei fumetti Quality Comics.
- Magnus è un personaggio della serie di romanzi Cronache dei vampiri, creata da Anne Rice.
- Magnus Bane è un personaggio dei romanzi della serie Shadowhunters, scritta da Cassandra Clare.
- Magnus Bouvier è un personaggio del romanzo Polvere alla polvere di Laurell K. Hamilton.
- Magnus Chase è il protagonista della trilogia Magnus Chase e gli Dei di Asgard, scritta da Rick Riordan.